# Davide Rummolo
Davide Rummolo (Napels, 12 november 1977) is een voormalige zwemmer uit Italië. Hij vertegenwoordigde zijn vaderland op de Olympische Zomerspelen 2000 in Sydney.

## Carrière
Bij zijn internationale debuut, op de Europese kampioenschappen zwemmen 1999 in Istanboel, eindigde Rummolo als zesde op de 200 meter schoolslag, op de 100 meter schoolslag werd hij uitgeschakeld in de series.
Op de Europese kampioenschappen zwemmen 2000 in Helsinki eindigde de Italiaan als achtste op de 200 meter schoolslag, op de 100 meter schoolslag strandde hij in de series. Tijdens de Olympische Zomerspelen van 2000 in Sydney veroverde Rummolo de bronzen medaille op de 200 meter schoolslag. In Valencia werd de Italiaan uitgeschakeld in de series van de 200 meter schoolslag.
Op de wereldkampioenschappen zwemmen 2001 in Fukuoka eindigde Rummolo als zevende op de 200 meter schoolslag, op de 100 meter strandde hij in de series. Tijdens de Europese kampioenschappen kortebaanzwemmen 2001 werd de Italiaan gediskwalificeerd in de finale van de 200 meter schoolslag.
In Berlijn nam Rummolo deel aan de Europese kampioenschappen zwemmen 2002, op dit toernooi sleepte hij de Europese titel in de wacht op de 200 meter schoolslag. Op de 4x100 meter wisselslag werd hij samen met Luis Alberto Laera, Christian Galenda en Simone Cercato uitgeschakeld in de series. Op de Europese kampioenschappen kortebaanzwemmen 2002 in Riesa legde de Italiaan, op de 200 meter schoolslag, beslag op de Europese titel.
Tijdens de wereldkampioenschappen zwemmen 2003 in Barcelona strandde Rummolo in de halve finales van de 200 meter schoolslag en in de series van de 100 meter schoolslag.

## Internationale toernooien
| Jaar | Olympische Spelen | WK langebaan                            | WK kortebaan  | EK langebaan                             | EK kortebaan        |
| ---- | ----------------- | --------------------------------------- | ------------- | ---------------------------------------- | ------------------- |
| 1999 |                   |                                         | geen deelname | serie 100m schoolslag 6e 200m schoolslag | geen deelname       |
| 2000 | 200m schoolslag   |                                         | geen deelname | 24e 100m schoolslag 8e 200m schoolslag   | 10e 200m schoolslag |
| 2001 |                   | 18e 100m schoolslag 7e 200m schoolslag  |               |                                          | DSQ 200m schoolslag |
| 2002 |                   |                                         | geen deelname | 200m schoolslag · 10e 4x100m wisselslag  | 200m schoolslag     |
| 2003 |                   | 24e 100m schoolslag 12e 200m schoolslag |               |                                          | geen deelname       |

## Persoonlijke records

### Kortebaan
| Afstand         | Tijd    | Datum            | Plaats  |
| --------------- | ------- | ---------------- | ------- |
| 050m schoolslag | 28,21   | 18 december 2002 | Camogli |
| 100m schoolslag | 1.00,83 | 18 december 2002 | Camogli |
| 200m schoolslag | 2.07,70 | 15 december 2002 | Riesa   |

### Langebaan
| Afstand         | Tijd    | Datum           | Plaats   |
| --------------- | ------- | --------------- | -------- |
| 050m schoolslag | 29,38   | 29 juli 2003    | Riccione |
| 100m schoolslag | 1.02,60 | 23 juli 2001    | Fukuoka  |
| 200m schoolslag | 2.11,37 | 1 augustus 2002 | Berlijn  |